# Sverdrup Channel
Sverdrup Channel är ett sund i Kanada.   Det ligger i territoriet Nunavut, i den norra delen av landet, 3 900 km norr om huvudstaden Ottawa.